# 도한호
도한호(都漢鎬, 1939년 4월 25일~)는 대한민국의 시인이며 신학자 겸 대학 교수이다.
그는 조직신학을 가르쳤고 한국침례신학대학교 총장을 역임하였다.

## 생애
본관은 성주(星州)이며 아호(雅號)는 남재(南齊)이고 일제 강점기 경상북도 경주군 경주읍(지금의 대한민국 경상북도 경주시) 출생이며 1963년 시인으로 첫 등단하였다.

## 대표적 이력
- 前 수도침례신학교 학장
- 前 한국침례신학대학교 총장
- 前 전국신학대학협의회 회장

## 학력
- 경상북도 영주 영광고등학교 졸업
- 한남대학교 영어영문학과 학사
- 한국침례신학대학교 신학대학원 신학석사
- 경희대학교 대학원 영어영문학과 문학석사
- 미국 Mid-America Baptist Theological Seminary Ph.D.

## 저서·작품

### 시집
- 《경주 불국사 풍경(慶州 佛國寺 風景)》
- 《나무를 심으며》

### 저술
- 《An Historical and Theological Analysis of the Charismatic Movement in Korea》
- 《조직신학》(대한기독교서회)

## 같이 보기
- 한국복음주의신학회
- 한국의 신학자 목록